# رابرتو بونانو
رابرتو بونانو (اسپانیایی: Roberto Bonano‎؛ زادهٔ ۲۴ ژانویهٔ ۱۹۷۰) یک بازیکن فوتبال اهل آرژانتین است.

## تیم ملی
وی همچنین در تیم ملی فوتبال آرژانتین بازی کرده‌است.